# バリイ・N・マルツバーグ
バリイ・ナサニエル・マルツバーグ （Barry Nathaniel Malzberg，1939年 - 2024年12月19日）は、アメリカ合衆国のSF作家、推理作家、アンソロジスト。K・M・オドネル、マイク・バリー、ハワード・リーなどのペンネームを使って普通小説からポルノまで多くの作品を書き上げた。
ニューヨーク市出身。同市の福祉調査員、版権代理店社員（仕事熱心で伝説的な記録を打ち立てた）、『アメージング・ストーリーズ』誌と『ファンタスティック』誌の編集長を経て作家になった。1973年に『アポロの彼方』でジョン・W・キャンベル記念賞を受賞。1975年頃からSF離脱宣言を行なったがその後も作品を発表し続けている。

## 概要
大学院のころから、小説家と劇作家を目指して執筆を開始した。1968年、F&SF誌にK・M・オドネルのペンネームでシュールな中篇 "Final War" が掲載され、これが商業出版でのデビューとなった。
マルツバーグは、長く精巧に組み立てられ、句点（カンマ）をほとんど使わない文体を特徴とする。そのSF小説の多くは一人称の現在時制で書かれている。『アポロの彼方』（1972年）や The Falling Astronauts（1971年）に見られるように、アメリカの宇宙開発をテーマとし、官僚制とテクノロジーが人間性を奪う様を描くことが多い。「信頼できない語り手」の手法を伴うため、フランツ・カフカの作風に酷似する場合がある。Galaxies（1975年）や Herovit's World（1973年）といった小説ではメタフィクションの技法を使い、英雄譚の体裁をとりつつスペースオペラの文学的限界を風刺している。
編集者としては、男性誌の編集を一時期行い、1968年にはアメージング・ストーリーズ誌とファンタスティック誌で編集長を務め、ビル・プロンジーニらとアンソロジーの編集も行っている。1970年代前半は特に作家として多数の作品を生み出しており、様々なペンネームを使い分け、様々なジャンルの作品を書いている。また合作も多く、プロンジーニやキャシー・コージャ他との作品がある。さらにソール・バスが監督を務めた映画『フェイズIV 戦慄!昆虫パニック』（1974年）のノベライズも書いている。
クラシック音楽が好きで自らもバイオリンを弾ける。SF作家で作曲家でもあるソムトウ・スチャリトクルの作品を演奏したこともある。また、評論集 The Engines of the Night（1982年）でローカス賞を受賞した。
マルツバーグの作品は批評家には好評だが、ハードSF信奉者からは未来に対して悲観的な点や反キャンベル的な傾向が不評を買っている。マルツバーグの作品はディストピア要素とメタフィクション要素があり、SF界の中でそのパロディがいくつも生まれた。例えば、ポール・ディ・フィリポの商業デビュー作 "Falling Expectations" はマルツバーグのパロディである。
ここ数年、マルツバーグはSF作家仲間のマイク・レズニックと共にアメリカSFファンタジー作家協会の季刊誌 SFWA Bulletin に作家への助言コラムを連載していた。
2024年12月19日、ニュージャージー州サドルリバーで死去。85歳没。

## 著書
- 『決戦!プローズ・ボウル小説速書き選手権』 Prose Bowl（ビル・プロンジーニとの合作）
- 『アポロの彼方』 Beyond Apollo
- 『スクリーン』 Screen （別題『スター狩り』『ブラックエクスタシー』）
- 『裁くのは誰か?』 Acts of Mercy（ビル・プロンジーニとの合作）
- 『嘲笑う闇夜』 The Running of Beasts（ビル・プロンジーニとの合作）

## アンソロジー
- 『究極のSF』（E・L・ファーマンとの共同編集）
- 『1ダースの未来―SF合作ゲーム傑作展』（ビル・プロンジーニとの共同編集）